# Isménos fils d'Asopos
Pour les articles homonymes, voir Isménos.
Isménos est le fils d'Asopos et de Métope. 
Il s'installe en Béotie depuis Phlionte, et donne son nom au fleuve Asopós.